# スーパーナイト24
『スーパーナイト24』は、1988年4月2日から1989年4月1日まで東海テレビが編成していた深夜番組放送枠の名称。
この項目では、その後継枠全てを含めて記述する。

## 概要
1980年代後期、東海テレビのキー局・フジテレビが関東ローカルの深夜番組放送枠『JOCX-TV2』を立ち上げて様々なバラエティ番組を放送する中、東海テレビは土曜深夜の映画放送枠を整地して独自の深夜番組放送枠を立ち上げた。それがこの『スーパーナイト24』である。
同タイトルを冠していた頃の構成は、固定枠である第1部で東海テレビ製作のローカル番組を放送し、変動枠である第2部以降でフジテレビからのネット受け番組を単発番組・不定期番組として放送するという形を取っていた。また、第1部の終了直後には中高生向けのミニアニメ『レモンエンジェル』を放送していた。この当時の放送開始時刻は24:45からだったが、放送終了時刻は第2部以降の構成が流動的だった関係で特に定まっていなかった。その後は『映像詩・白鳥』や『朝のクラシック』といったフィラー映像を流し、そのまま日曜朝の『テレビ寺子屋』へ繋ぐという終夜放送の形態を採っていた。
枠の設立から1年後の1989年4月より、同枠は金曜深夜と土曜深夜の2本立てに拡大された。新たに設立された金曜深夜枠は『スーパーフライデー24』と名付けられ、従来からの土曜深夜枠は『スーパーサタデー25』と改題された。この当時の放送開始時刻は金曜深夜枠は24:45からで、土曜深夜枠は25:15からだったが、後に金曜深夜枠も25:20から放送されるようになり、タイトルがそぐわないものになったため、1990年10月の改編を機に『スーパーフライデー25』と改題された。両枠ともに単発番組・不定期番組を内包していた関係で番組の入れ替わりが激しかったものの、一時期は一夜にして4本から5本もの番組を放送していた。
しかし、その後の1991年9月末に『田原総一朗の世界が見たい!』が打ち切られたのを最後に土曜深夜枠から自社製作番組が消滅。以来、同枠は全てフジテレビや関西テレビなどからのネット受け番組で賄うことになったが、さらにその後の1993年6月末に『MOTOWN PARADISE』が打ち切られたことで金曜深夜枠からも自社製作番組が消滅した。それを補うかのように、同年7月からは月曜深夜にも『ファンキー・マンデー・ベイビー』という枠が設立されたが、この枠は1年も持たずに終了した。この頃から金曜深夜枠・土曜深夜枠ともにJリーグ中継やバレーボール公式試合の録画放送を流すことが多くなり、相対的に放送番組の数は減っていった。特に土曜深夜枠は、翌1994年には半ばスポーツ中継や深夜映画などの専門チャンネルと化していた。
その結果、1995年11月10日の放送を最後に金曜深夜枠が消滅し、同年12月16日の放送を最後に土曜深夜枠も消滅した。その後、金曜深夜枠の跡地では単独番組の『ゴッターニ!』がスタートし、それまで両枠内で放送されてきた番組群も以後はそれぞれ単独番組として放送された。

## 枠名の変遷

### 1988年4月2日以降
| 枠名             | 編成期間                        | 編成曜日 |
| ---------------- | ------------------------------- | -------- |
| スーパーナイト24 | 1988年04月02日 - 1989年04月01日 | 土曜深夜 |

### 1989年4月7日以降
| 枠名                 | 編成期間                        | 編成曜日 |
| -------------------- | ------------------------------- | -------- |
| スーパーフライデー24 | 1989年04月07日 - 1990年10月12日 | 金曜深夜 |
| スーパーサタデー25   | 1989年04月08日 - 1990年10月13日 | 土曜深夜 |

### 1990年10月19日以降
| 枠名                 | 編成期間                        | 編成曜日 |
| -------------------- | ------------------------------- | -------- |
| スーパーフライデー25 | 1990年10月19日 - 1993年06月25日 | 金曜深夜 |
| スーパーサタデー25   | 1990年10月20日 - 1993年06月26日 | 土曜深夜 |

### 1993年7月2日以降
| 枠名                           | 編成期間                        | 編成曜日 |
| ------------------------------ | ------------------------------- | -------- |
| スーパーフライデー25           | 1993年07月02日 - 1994年03月25日 | 金曜深夜 |
| スーパーサタデー25             | 1993年07月03日 - 1994年03月26日 | 土曜深夜 |
| ファンキー・マンデー・ベイビー | 1993年07月05日 - 1994年03月28日 | 月曜深夜 |

### 1994年4月1日以降
| 枠名                 | 編成期間                        | 編成曜日 |
| -------------------- | ------------------------------- | -------- |
| スーパーフライデー25 | 1994年04月01日 - 1995年11月10日 | 金曜深夜 |
| スーパーサタデー25   | 1994年04月02日 - 1995年12月16日 | 土曜深夜 |

## 放送番組一覧
並びは金曜深夜枠（最初期）・金曜深夜枠（改題以降）・土曜深夜枠（最初期）・土曜深夜枠（改題以降）・月曜深夜枠の順。編成時期順ではない点に注意。また、ここに記載したのはレギュラー番組と不定期番組のみで、単発番組については除外している。

### スーパーフライデー24
| 番組名                      | 放送開始日     | 備考                                                               |
| --------------------------- | -------------- | ------------------------------------------------------------------ |
| ムッシュルームマガジン      | 1989年04月07日 | 自社製作番組。『スーパーナイト24』から移動。                       |
| レモンエンジェル            | 1989年04月07日 | 『スーパーナイト24』から移動。                                     |
| いきなり!フライデーナイト   | 1989年04月07日 |                                                                    |
| F1グランプリ                | 1989年04月28日 |                                                                    |
| 松崎しげるの翔んでもHAPPEN  | 1989年08月04日 | 自社製作番組。                                                     |
| ヒットスタジオInternational | 1989年10月13日 |                                                                    |
| F1ポールポジション          | 1989年10月20日 | 後に『スーパーサタデー25』へ移動。                                 |
| 全日本女子プロレスリング    | 1990年04月06日 |                                                                    |
| でたらめ天使                | 1990年04月27日 |                                                                    |
| いとしのファブリオ          | 1990年04月27日 |                                                                    |
| TV PLUS PRESS               | 1990年04月27日 |                                                                    |
| ヒットスタジオR&N           | 1990年04月27日 | 『スーパーサタデー25』から移動。                                   |
| 道楽者クラブ                | 1990年05月11日 |                                                                    |
| 翔んでもHAPPEN              | 1990年10月05日 | 自社製作番組。上記『松崎しげるの翔んでもHAPPEN』のリニューアル版。 |

### スーパーフライデー25
| 番組名                        | 放送開始日     | 備考                                                             |
| ----------------------------- | -------------- | ---------------------------------------------------------------- |
| 翔んでもHAPPEN                | 1990年10月19日 | 自社製作番組。                                                   |
| 薔薇薔薇                      | 1990年10月26日 |                                                                  |
| ダンス!ダンス!ダンス!         | 1990年11月02日 |                                                                  |
| 音もダチだぜ!気分はセッション | 1991年04月05日 | 自社製作番組。『スーパーサタデー25』から移動。                   |
| 19XX                          | 1991年04月19日 |                                                                  |
| カナリアホテル                | 1991年10月25日 |                                                                  |
| バナナチップス・ラヴ          | 1991年10月25日 |                                                                  |
| 笑いの仮払い                  | 1991年11月01日 |                                                                  |
| CHEW CHEW                     | 1992年01月31日 | 『スーパーサタデー25』から移動。                                 |
| MOTOWN PARADISE               | 1992年04月03日 | 自社製作番組。                                                   |
| F1グランプリアンコール        | 1992年04月03日 |                                                                  |
| 100戦!クイズチャンプ          | 1992年04月24日 |                                                                  |
| ばらいろ海綿体                | 1992年04月24日 |                                                                  |
| La cuisine                    | 1992年10月23日 |                                                                  |
| 女子寮ぱらだいす              | 1992年10月23日 |                                                                  |
| ホンとにバカだね              | 1992年11月20日 |                                                                  |
| がまんくらぶ                  | 1993年04月09日 |                                                                  |
| 遊びじゃないのよ、この恋は    | 1993年04月23日 | TBS製作番組。                                                    |
| ピロピロ                      | 1993年05月14日 | 後に『ファンキー・マンデー・ベイビー』へ移動。                   |
| 紳助の人間マンダラ            | 1993年07月02日 | 『ファンキー・マンデー・ベイビー』設立以前の月曜深夜枠から移動。 |
| たほいや                      | 1993年07月02日 | 『ファンキー・マンデー・ベイビー』設立以前の月曜深夜枠から移動。 |
| フロム・ザ・ダークサイド      | 1993年07月09日 | 『ファンキー・マンデー・ベイビー』設立以前の月曜深夜枠から移動。 |
| トランスワールドスポーツ      | 1993年10月15日 |                                                                  |
| シチリアの龍舌蘭              | 1994年05月05日 |                                                                  |
| 文學ト云フ事                  | 1994年05月05日 |                                                                  |
| 赤い運命                      | 1994年10月14日 | TBS製作番組。                                                    |
| 赤い絆                        | 1995年04月28日 | TBS製作番組。                                                    |

### スーパーナイト24
| 番組名                 | 放送開始日     | 備考                                                      |
| ---------------------- | -------------- | --------------------------------------------------------- |
| ムッシュルームマガジン | 1988年04月02日 | 自社製作番組。後に『スーパーフライデー24』へ移動。        |
| THE TV2 教育           | 1988年04月02日 |                                                           |
| 読切美人               | 1988年04月02日 |                                                           |
| レモンエンジェル       | 1988年11月12日 | 金曜25:40枠から移動。後に『スーパーフライデー24』へ移動。 |
| 強力45                 | 1988年11月19日 |                                                           |
| 夢で逢えたら           | 1988年11月19日 |                                                           |

### スーパーサタデー25
| 番組名                        | 放送開始日     | 備考                                                                   |
| ----------------------------- | -------------- | ---------------------------------------------------------------------- |
| 音もダチだぜ!気分はセッション | 1989年04月08日 | 自社製作番組。後に『スーパーフライデー25』へ移動。                     |
| ヒットスタジオR&N             | 1989年04月08日 | 後に『スーパーフライデー24』へ移動。                                   |
| THE TV2 講義                  | 1989年04月08日 |                                                                        |
| 全日本女子プロレスリング      | 1989年04月15日 |                                                                        |
| MADE IN スポーツ              | 1989年04月22日 |                                                                        |
| 古舘伊知郎のAUTO倶楽部        | 1989年05月13日 |                                                                        |
| F1ポールポジション            | 1990年04月07日 | 『スーパーフライデー24』から移動。後に『スーパーフライデー25』へ移動。 |
| 田原総一朗の世界が見たい!     | 1991年04月13日 | 自社製作番組。                                                         |
| F1グランプリアンコール        | 1991年04月13日 |                                                                        |
| 北野ファンクラブ              | 1991年05月11日 |                                                                        |
| CHEW CHEW                     | 1991年10月19日 | 後に『スーパーフライデー25』へ移動。                                   |
| ゴールドラッシュ              | 1991年10月26日 |                                                                        |
| カルトQ                       | 1991年11月02日 |                                                                        |
| アメリカの夜                  | 1991年11月02日 |                                                                        |
| BLAST!MAN                     | 1992年04月25日 |                                                                        |
| 宇宙発明会議C.I.C.            | 1992年04月25日 |                                                                        |
| 5年後                         | 1992年10月31日 |                                                                        |
| モーレツ!科学教室             | 1992年10月31日 |                                                                        |
| 週刊スタミナ天国              | 1993年05月01日 |                                                                        |
| ウゴウゴルーガ再放送          | 1993年05月08日 |                                                                        |
| Johnny                        | 1993年10月30日 |                                                                        |
| 山田雅人の失恋レストラン      | 1993年10月30日 |                                                                        |
| 音効さん                      | 1993年10月30日 |                                                                        |
| 完全人体張本                  | 1994年05月07日 |                                                                        |

### ファンキー・マンデー・ベイビー
| 番組名          | 放送開始日     | 備考                               |
| --------------- | -------------- | ---------------------------------- |
| BEAT JACK       | 1993年07月05日 | 自社製作番組。                     |
| 夢体験!キルメス | 1993年07月05日 | 自社製作番組。                     |
| 青春もの        | 1993年07月05日 |                                    |
| ピロピロ        | 1993年07月12日 | 『スーパーフライデー25』から移動。 |